# HNK Ljubuški
Pour les articles homonymes, voir HNK.
Le HNK Ljubuški est un club bosnien de football basé à Ljubuški, fondé en 1937.

## Historique
- 1937 : fondation du club sous le nom de Ljubuški omladinski športski klub
- 1994 : changement du nom en HNK Ljubuški

## Palmarès
- Championnat d'Herceg-Bosna
  - Champion : 1995, 1996